# كورتيس يونغ
كورتيس يونغ (بالإنجليزية: Curtis Young)‏ هو لاعب كرة قدم أمريكية أمريكي، ولد في 8 يناير 1986 في كليفلاند في الولايات المتحدة.

## وصلات خارجية
- كورتيس يونغ على موقع JustSportsStats.com (الإنجليزية)